# عقيدة روماتويدية
العقيدة الروماتويدية هي كتلة نسيجية أو منطقة منتفخة تظهر على السطح الخارجي للجلد عادةً حول الناتئ المرفقي (طرف المرفق) أو المفاصل بين السلاميات (مفاصل الأصابع)، ولكنها قد تظهر في مناطق أخرى. هناك أربعة أنواع مختلفة من العقيدات الروماتويدية: العقيدات الروماتويدية تحت الجلد والعقيدات القلبية والعقيدات الرئوية وعقيدات الجهاز العصبي المركزي. تظهر هذه العقيدات بشكل حصري تقريبًا في حالات التهاب المفاصل الروماتويدي. نادرًا ما تتشكل العقيدات الروماتويدية المتعددة (عقيدات متعددة على اليدين أو مناطق أخرى) في حالة عدم وجود التهاب المفاصل الروماتويدي. قد تظهر العقيدات الروماتويدية أيضًا في مناطق أخرى من الجسم غير الجلد، وبشكل أقل شيوعًا، في بطانة الرئتين أو الأعضاء الداخلية الأخرى. كان ظهور العقيدات في رئتي عمال المناجم المعرضين لغبار السيليكا يُعرف باسم متلازمة كابلان. في حالات نادرة، تظهر العقيدات في مواقع مختلفة من الجسم (مثل الجفن العلوي والمنطقة البعيدة من أخمص القدم والفرج وداخليًا في المرارة والرئة وصمامات القلب والحنجرة والعمود الفقري).
قد يختلف حجم العقيدات الروماتويدية ما بين 2-5 سم وعادةً ما تكون صلبة عند اللمس. في كثير من الأحيان، ترتبط بالجيوب الزلالية أو الجرابات الزلالية. تظهر هذه العقيدات لدى 5% من المصابين بالتهاب المفاصل الروماتويدي خلال عامين منذ بداية المرض، ويبلغ معدل الانتشار التراكمي نحو 20-30%. تشمل عوامل خطر تطور العقيدات الروماتويدية التدخين وإصابة (رضح) الأوعية الدموية الصغيرة.
في معظم الأحيان، لا تكون العقيدات مؤلمة أو معيقة بأي شكل من الأشكال، ولكن مظهرها قد يشكل مصدر إزعاج. مع ذلك، قد تصبح العقيدات الروماتويدية مؤلمة عند حدوث عدوى أو تقرحات على جلد العقيدات. قد تختفي بعض العقيدات مع مرور الوقت، ولكن بعضها الآخر قد ينمو بشكل أكبر، ما يجعل التنبؤ بحجمها صعب عمومًا.
قد يكون علاج العقيدات الروماتويدية أمرًا صعبًا للغاية، لكن الاستئصال الجراحي وحقن الكورتيكوستيرويدات أظهرا نتائج جيدة.

## الفيزيولوجيا المرضية
رغم أن الآلية الدقيقة غير معروفة، هناك بعض الفرضيات حول ظهور العقيدات الروماتويدية. لوحظ أن العقيدات الروماتويدية تتشكل في كثير من الأحيان على المواقع الباسطة والمناطق المعرضة للرضوح. يسبب الرضح تراكم الجزيئات الالتهابية ويؤدي إلى استجابة التهابية ثانوية تؤدي في النهاية إلى تحرر الفايبرين وحدوث النخر. تشير فرضية أخرى إلى أن التهاب الأوعية الدموية ينشط مكونات المتممة، ما يؤدي إلى ترسب العوامل الروماتويدية والفايبرين.
تشكل العقيدات الروماتويدية المظهر الجلدي الأكثر شيوعًا لالتهاب المفاصل الروماتويدي. يشمل التهاب المفاصل الروماتويدي التهابًا مزمنًا في الأغشية الزليلية، ما يؤدي إلى تآكل الغضروف المفصلي والعظم المجاور للمفصل. يحدث الالتهاب عن طريق الخلايا التائية والخلايا البائية والخلايا الوحيدة عندما يتم تنشيط الخلايا البطانية. يعد التوعي الحديث، أي نمو الأوعية الدموية الجديدة، بمثابة واسم إضافي لالتهاب المفاصل الروماتويدي. قد يحدث فرط تنسج طبقة البطانة الزليلية نتيجةً لانتشار الخلايا الليفية الزليلية والخلايا البلعمية الكبيرة. قد يؤدي هذا التوسع في الغشاء الزليلي، والذي يشار إليه أحيانًا باسم «السبل»، إلى تآكلات عظمية وغضروفية في موقع التقاطع العظمي الغضروفي للعظم المحيط بالمفصل.

## عوامل الخطر
تتطور العقيدات الروماتويدية إذا كان المريض يعاني من التهاب المفاصل الروماتويدي. مع ذلك، لا يعاني جميع المصابين بالتهاب المفاصل الروماتويدي من العقيدات الروماتويدية. قد تشمل بعض عوامل خطر الإصابة بالعقيدات الروماتويدية لدى المصابين بالتهاب المفاصل الروماتويدي ما يلي:
- التدخين (ارتباط قوي)
- ارتفاع مستويات العوامل الروماتويدية في المصل
- جين إتش إل إيه-دي آر بي 1 (ارتباط ضعيف)
- إصابة الأوعية الصغيرة
- الإصابة بالتهاب المفاصل الروماتويدي الحاد
- تناول الميثوتركسيت بدلًا من أدوية التهاب المفاصل الأخرى[10]

## الانتشار
هناك أربعة أنواع مختلفة من العقيدات الروماتويدية: العقيدات الروماتويدية تحت الجلد والعقيدات القلبية والعقيدات الرئوية وعقيدات الجهاز العصبي المركزي.
العقيدات الروماتويدية تحت الجلد
وفقًا لدراسة أجرتها مجموعة دراسة بارفوت، أبلغ 7% من الأفراد الذين شُخصت إصابتهم بالتهاب المفاصل الروماتويدي عن وجود عقيدات روماتويدية تحت الجلد عند التشخيص الأولي. أفاد نحو 30-40% من جميع المصابين بالتهاب المفاصل الروماتويدي بظهور هذه العقيدات خلال فترة المرض. ترتبط العقيدات الروماتويدية تحت الجلد بزيادة خطر الإصابة بأمراض القلب والأوعية الدموية والجهاز التنفسي، ويجب تقييم المرضى ذوي عقيدات روماتويدية مكتشفة تحت الجلد لتحديد عوامل الخطر القلبية الوعائية والتنفسية.
العقيدات القلبية
قد تتشكل العقيدات الروماتويدية أيضًا في القلب. بشكل خاص، قد تظهر في عضلة القلب والتأمور وغيرها من البنى الصمامية، ويمكن اكتشاف هذه العقيدات من خلال تخطيط صدى القلب. يوجد عدد قليل من الدراسات حول تطور العقيدات القلبية المرتبط بالتهاب المفاصل الروماتويدي، وتحتوي على حد أدنى من البيانات، ولكن الإجماع العام هو أن مثل هذه الأحداث نادرة نسبيًا.
العقيدات الرئوية
يختلف معدل انتشار العقيدات الرئوية المُبلغ عنه اعتمادًا على طريقة الكشف. في دراسة أجريت عام 1984 على خزعات الرئة في التهاب المفاصل الروماتويدي، كان معدل الانتشار المُبلغ عنه حوالي 32% في عينة مكونة من 40 فردًا. مع ذلك، هناك دراسة سريرية أخرى استخدمت طريقة مختلفة للكشف، وهي صور شعاعية للصدر بالفيلم البسيط؛ أظهرت أن 2 فقط من أصل 516 فردًا (~ 0.4%) شُخصت إصابتهم بالتهاب المفاصل الروماتويدي طوروا عقيدات رئوية. بالإضافة إلى ذلك، أبلغت دراسات سريرية أخرى عن زيادة نمو العقيدات الرئوية بعد العلاج بالميثوتركسيت وليفلونوميد وإيتانرسبت.
عقيدات الجهاز العصبي المركزي
كما هو الحال مع العقيدات القلبية، تعد العقيدات التي تتطور في الجهاز العصبي المركزي نادرة نسبيًا. تظهر معظم التقارير عن نمو العقيدات في الجهاز العصبي المركزي أيضًا بمراحل حادة من أمراض المفاصل التآكلية. بشكل عام، يمكن كشف هذه العقيدات من خلال التصوير بالرنين المغناطيسي وتأكيدها من خلال الخزعات. حتى الآن، لا توجد طرق معروفة مُبلغ عنها مفيدة في الحد من العقيدات في الجهاز العصبي المركزي.

## الوقاية
لا توجد طرق حتى الآن لمنع تطور العقيدات الروماتويدية بشكل كامل، ولكن بالنسبة للمصابين بالتهاب المفاصل الروماتويدي، قد يحد التدبير السليم للمرض من خطر تشكل العقيدات. بالإضافة إلى ذلك، تعد بعض التغييرات في نمط الحياة، مثل الالتزام بالأدوية المناسبة والإقلاع عن التدخين وزيادة النشاط البدني ومواكبة مواعيد الطبيب، مفيدة في «منع» تشكل العقيدات.

## العلاج
قد يكون علاج العقيدات الروماتويدية أمرًا صعبًا لأن بعض علاجات التهاب المفاصل الروماتويدي قد تعمل بشكل عكسي تجاه العقيدات. قد لا تظهر العلاجات الدوائية الشائعة لالتهاب المفاصل الروماتويدي أي فوائد في علاج العقيدات الروماتويدية. أظهرت العلاجات الدوائية الشائعة لالتهاب المفاصل الروماتويدي، مثل العلاج المثبط لعامل نخر الورم أو الأدوية الأخرى المثبطة للمناعة، تأثيرًا ضئيلًا على العقيدات. في الواقع، تبين أن الميثوتركسيت، وهو دواء يستخدم في علاج التهاب المفاصل الروماتويدي، يرتبط بزيادة خطر تشكل العقيدات. نظرًا لأن العقيدات الروماتويدية تسبب أيضًا الألم أو انحصار العصب، قد يكون علاج هذه الأعراض باستخدام الأدوية اللاستيرويدية المضادة للالتهاب كافيًا. أظهرت علاجات دوائية أخرى، مثل الكورتيكوستيرويدات، أنها تقلل من حجم العقيدات، ومع ذلك، قد تزيد من خطر العدوى أيضًا. يبدو أن حقن الكورتيكوستيرويد موضعيًا هو العلاج الأكثر خضوعًا للدراسة للعقيدات الروماتويدية حتى الآن.
تعد الجراحة لإزالة العقيدات خيارًا آخر يمكن إجراؤه لعلاج العقيدات الروماتويدية. مع ذلك، عادةً ما يُحال المريض إلى الجراحة فقط في حالة تآكل الجلد أو تنخره.